# Бобух Артем Олександрович
Артем Олександрович Бобух (4 грудня 1988, Суми) — український футболіст, захисник «Кривбасу».

## Біографія
На професіональному рівні дебютував 26 березня 2007 року у матчі першої ліги чемпіонату України «Нафтовик-Укрнафта» — «Волинь», в якому відразу заробив вилучення. За два роки Бобух не зміг стати основним гравцем команди і на початку 2009 року перейшов в іншу першолігову команду — «Фенікс-Іллічовець», де став основним гравцем.
У кінці серпня 2010 року перейшов у харківський «Металіст», проте цілий сезон грав за молодіжну команду, жодного разу не потрапивши в заявку основної команди, тому по завершенні сезону перейшов в «Оболонь», куди його запросив Сергій Ковалець, але й тут здебільшого грав за молодіжну команду і лише іноді залучався до матчів основної команди. 26 серпня 2011 року Бобух дебютував у Прем'єр-лізі у виїзній грі проти луцької «Волині». Гра завершилась з рахунком 1:1, а Бобух провів на полі усі 90 хвилин. 
По завершенні сезону 2011/12 «Оболонь» вилетіла з Прем'єр-ліги, і Артем перейшов до «Кривбасу», проте і тут виступав лише за молодіжний склад, поки влітку 2013 року клуб не був розформований і Бобух не отримав статус вільного агента.
У липні 2013 року Артем підписав контракт з луцькою «Волинню», але відігравши лише два матчі за молодіжну команду, вже в наступному місяці був відданий в оренду в бобруйську «Білшину».